# Peter Hubert Höltgen
Peter Hubert Höltgen (* 20. Juni 1855 in Düsseldorf; † 27. April 1914 ebenda) war ein deutscher Fotograf.

## Leben

Carte de visite aus dem fotografischen Atelier P. H. Höltgen, nach 1886

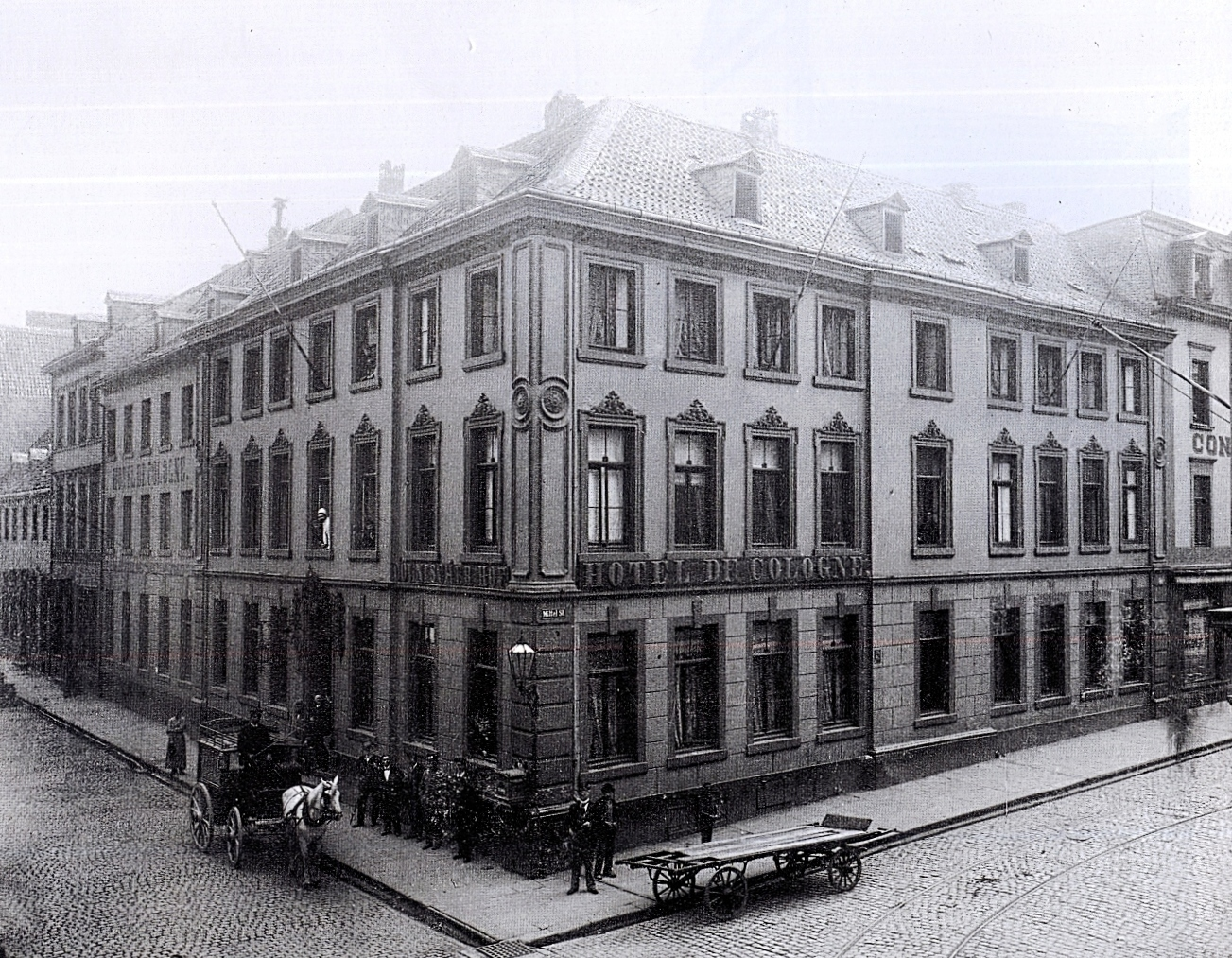
Kölnischer Hof/Hotel du Cologne in der Flinger Straße 23, Ecke Mittelstraße in Düsseldorf

Im Haus Bolkerstraße 37 (Haus „Goldener Hahn“) gründete Höltgen, langjähriger Gehilfe der Düsseldorfer Fotografin Laura Lasinsky, 1884 mit bescheidenen Mitteln das fotografische Atelier P. H. Höltgen. Bereits 1887 konnte er ein zweites Geschäft in der Mittelstraße 3 eröffnen, das 1889 in größere Räume des Hauses Schwanenmarkt 19 zog. Als 1912 die Kreisverwaltung Düsseldorf den Besitz für Zwecke ihrer Sparkasse erwarb, verlegte Höltgen sein Atelier und Wohnsitz in das Gebäude Barbarossaplatz 3 nach Düsseldorf-Oberkassel, wo er seit 1904 in einem von ihm erbauten Wohn- und Geschäftshaus eine Zweigstelle hatte. Dieses Geschäft setzte sein Sohn Willy Höltgen bis 1963 fort.
1998 erwarb das Stadtarchiv Düsseldorf fast 1500 Glasplatten, Negative und Positive der Oberkasseler Fotografen Peter Hubert Höltgen und seines Sohnes Willy Höltgen von deren Nachfolger, dem Fotografen Hellmuth Schulz. Das Besondere an der Fotosammlung des Fotografen Höltgen ist, dass sie Entstehung, Entwicklung und Veränderung des gesamten linksrheinischen Düsseldorfs im Bild festgehalten hat. So haben sich in der Sammlung der Glasplatten und Negative relativ viele Motive von Oberkasseler und Heerdter Straßen (besonders der Luegallee), der St.-Antonius- und St.-Annen-Kirche, von Geschäften und Industrieeinrichtungen, von Schützenfesten und Hochwassern erhalten. Da Vater und Sohn Höltgen wie auch Hellmuth Schulz ein Fotogeschäft unterhielten, waren einige Motive als Postkarten oder als Abzüge bereits bekannt. Auch das Stadtarchiv und das Stadtmuseum Düsseldorf verfügten schon über einige ältere Motive der Fotografen Höltgen. Das gesamte Spektrum der Bildmotive war bisher weitgehend unbekannt.